# Silvana Gómez Juárez
Silvana Gómez Juárez (San Miguel de Tucumán, Argentina, 6 de diciembre de 1984) es una artista marcial mixta argentina que compite en la división de peso paja.

## Primeros años
Comenzó a entrenar kung fu a la edad de cinco años debido a la influencia de su padre, un artista marcial, y continuó con el kick boxing, el sanda y varias otras disciplinas al crecer. También jugó al rugby en el Cardenales Rugby Club desde donde fue seleccionada para jugar con la selección de rugby de Argentina. Se graduó en la universidad con un máster en educación física.
En 2019 se trasladó a Tijuana para entrenar en el Entram Gym. También es la primera mujer argentina que aparece en la UFC.

## Carrera de artes marciales mixtas

### Carrera temprana
Debutó en 2010, viajando a Bueno Aires para desafiar a Ana Mancinelli en Real Fights 7. Después de ganar el combate después de que su oponente decidió no continuar después de la primera ronda, se tomó un descanso de la competencia para asistir a la universidad en San Miguel de Tucumán, compitiendo sólo una vez más en 2012 ganando el combate por TKO en el primer asalto. Volvió a la competición activa a finales de 2013, pasó a luchar en la escena regional brasileña, derrotando a la futura luchadora de la UFC Vanessa Melo por decisión unánime, antes de enfrentarse a Poliana Botelho por el vacante de Campeonato Femenino de Peso Mosca de XFC en XFCi 11. Perdió el combate por TKO en el cuarto asalto. Tras recuperarse de la derrota ganando por TKO en el primer asalto en Argentina, Juárez se enfrentó a Ariane Lipski por el Campeonato Femenino de Peso Mosca de la KSW el 3 de marzo de 2018 en KSW 42. Perdió el combate por decisión unánime.
Después de perder el combate por el título, fue reservada para enfrentar a Antonina Shevchenko en el Dana White's Tuesday Night Contender Series 11 el 26 de junio de 2018. Sin embargo, 8 días antes de la pelea se anunció que se vio obligada a abandonar el combate con una lesión no revelada y fue reemplazada por Jaimelene Nievera.

### Ultimate Fighting Championship
Después de acumular tres victorias consecutivas en el circuito regional, fue contratada para competir de nuevo en el Dana White's Contender Series 43 contra Maria Silva el 12 de octubre de 2021.
Debutó en UFC contra la mexicana Loopy Godínez el 8 de octubre de 2021 en UFC Fight Night: Dern vs. Rodriguez. Perdió el combate por sumisión en el primer asalto.
Se esperaba que Gómez enfrentara a Vanessa Demopoulos el 15 de enero de 2022 en UFC on ESPN: Kattar vs. Chikadze. El combate se retrasó a UFC 270 unos días antes del evento. Perdió el combate por sumisión en el primer asalto.
Se enfrentó a Na Liang el 11 de junio de 2022 en UFC 275. Ganó el combate por KO en el primer asalto. Esta victoria le valió el premio a la Actuación de la Noche.
Se enfrentó a Karolina Kowalkiewicz el 12 de noviembre de 2022 en UFC 281. Perdió el combate por decisión unánime.
Tras la derrota, se anunció que Gómez Juárez ya no estaba bajo contrato con UFC.

### Budo Sento Championship
El 2 de agosto de 2024, Gómez Juárez se enfrentó a Alejandra Lara por el campeonato de peso mosca femenil (que se encontraba vacante) en el evento BSC 24 de la promoción Budo Sento Championship. Perdió la pelea por decisión unánime.
Gómez Juárez se enfrentó a Nadia Vera por el Campeonato de Peso Paja Femenino de BSC el 30 de mayo de 2025 en BSC 29. Ganó la pelea tras varios golpes al cuerpo en el cuarto asalto, consagrándose como la nueva campeona de la división.

## Campeonatos y logros
- Ultimate Fighting Championship
  - Actuación de la Noche (Una vez) vs. Liang Na[17]

- Budo Sento Championship
  - Campeonato de Peso Paja Femenino de BSC (una vez, actual)

## Récord en artes marciales mixtas
| Récord profesional | Récord profesional | Récord profesional |
| 18 peleas          | 12 victorias       | 6 derrotas         |
| ------------------ | ------------------ | ------------------ |
| Nocaut             | 8                  | 1                  |
| Sumisión           | 2                  | 2                  |
| Decisión           | 2                  | 3                  |

| Resultado | Récord | Oponente              | Método                    | Evento                              | Fecha                    | Ronda | Tiempo | Localización            | Notas                                                    |
| --------- | ------ | --------------------- | ------------------------- | ----------------------------------- | ------------------------ | ----- | ------ | ----------------------- | -------------------------------------------------------- |
| Victoria  | 12–6   | Nadia Vera            | TKO (golpe al cuerpo)     | BSC 29                              | 30 de mayo de 2025       | 4     | 1:36   | Kallang                 | Ganó el Campeonato de Peso Paja Femenino de BSC.         |
| Derrota   | 11–6   | Alejandra Lara        | Decisión (unánime)        | BSC 24                              | 2 de agosto de 2024      | 3     | 5:00   | Ciudad de México        | Por el vacante Campeonato de Peso Mosca Femenino de BSC. |
| Derrota   | 11–5   | Karolina Kowalkiewicz | Decisión (unánime)        | UFC 281                             | 12 de noviembre de 2022  | 3     | 5:00   | Nueva York              |                                                          |
| Victoria  | 11–4   | Na Liang              | KO (golpe)                | UFC 275                             | 11 de junio de 2022      | 1     | 1:22   | Kallang                 | Actuación de la Noche.                                   |
| Derrota   | 10–4   | Vanessa Demopoulos    | Sumisión (barra de brazo) | UFC 270                             | 22 de enero de 2022      | 1     | 2:25   | Anaheim, California     |                                                          |
| Derrota   | 10–3   | Loopy Godínez         | Sumisión (barra de brazo) | UFC Fight Night: Dern vs. Rodriguez | 9 de octubre de 2021     | 1     | 4:14   | Las Vegas, Nevada       |                                                          |
| Victoria  | 10–2   | Gilsely Perea         | TKO (golpe)               | UWC México 25                       | 26 de febrero de 2021    | 2     | 3:53   | Tijuana                 | Combate de peso mosca.                                   |
| Victoria  | 9–2    | Diana Reyes           | TKO (golpe)               | LUX 011                             | 20 de noviembre de 2020  | 1     | 4:40   | Monterrey               | Combate de peso acordado (122 libras).                   |
| Victoria  | 8–2    | Saray Orozco          | Decisión (unánime)        | Combate 45                          | 27 de septiembre de 2019 | 3     | 5:00   | Guadalajara             | Debut en el peso paja.                                   |
| Derrota   | 7–2    | Ariane Lipski         | Decisión (unánime)        | KSW 42                              | 3 de marzo de 2018       | 5     | 5:00   | Lodz                    | Por el Campeonato Femenino de Peso Mosca de KSW.         |
| Victoria  | 7–1    | Maria Vega            | TKO (golpe)               | Invictus Fighters 16                | 17 de marzo de 2017      | 1     | 3:49   | Salta                   | Combate de peso gallo.                                   |
| Derrota   | 6–1    | Poliana Botelho       | TKO (retiro)              | XFC International 11                | 19 de septiembre de 2015 | 4     | 5:00   | São Paulo               | Por el vacante Campeonato Femenino de Peso Mosca de XFC. |
| Victoria  | 6–0    | Vanessa Melo          | Decisión (unánime)        | XFC International 8                 | 13 de diciembre de 2014  | 3     | 5:00   | Campinas                |                                                          |
| Victoria  | 5–0    | Mayerlin Rivas        | Sumisión (barra de brazo) | XFC International 5                 | 7 de junio de 2014       | 3     | 5:00   | São Paulo               |                                                          |
| Victoria  | 4–0    | Bianca Daimoni        | Sumisión (barra de brazo) | XFC International 1                 | 8 de febrero de 2014     | 3     | 4:49   | Osasco                  |                                                          |
| Victoria  | 3–0    | Susana Diaz           | KO (golpe)                | Knock Out Club 12                   | 13 de diciembre de 2013  | 1     | 3:15   | Salta                   |                                                          |
| Victoria  | 2–0    | Angelica Lobos        | TKO (golpes)              | Hombres de Honor 43                 | 18 de agosto de 2012     | 1     | 1:40   | Provincia de Santa Cruz |                                                          |
| Victoria  | 1–0    | Ana Mancinelli        | TKO (retiro)              | Real Fights 7                       | 27 de marzo de 2010      | 1     | 5:00   | Buenos Aires            | Debut en el peso mosca.                                  |